# 寄居バイパス (国道294号)
寄居バイパス（よりいバイパス）は、栃木県那須郡那須町内を通る国道294号のバイパスである。

## 概要
それまでの大型車同士のすれ違いに支障をきたし、集落内の区間は見通しが悪い狭隘区間であった区間を改良する事業。芦野バイパスの終点から改良区間をさらに北へ延長し、福島県境手前の終点まで片側1車線の幅員に拡幅された。見通しの悪い集落内の区間はバイパスの建設により走行の快適性が向上した。
- 起点：栃木県那須郡那須町芦野
- 終点：栃木県那須郡那須町寄居
- 車線数：片側1車線
- 総距離：9.0 km
- 幅員：14 m
- 総事業費：38億円

## 沿革
- 1983年（昭和54年）：事業着手
- 1989年（平成元年）：全線開通